# Ameropterus ululoides
Ameropterus ululoides är en insektsart som först beskrevs av Van der Weele 1909.  Ameropterus ululoides ingår i släktet Ameropterus och familjen fjärilsländor. Inga underarter finns listade i Catalogue of Life.